# インフィニティ・パフォーマンス・ライン
インフィニティ・パフォーマンス・ライン (Infiniti Performance Line: IPL) は、日産自動車の高級車ブランド、インフィニティのチューニング部門である。

## 概要
2010年8月13日に設立が発表された。同年のペブルビーチ・コンクール・デレガンスではG37クーペをベースとした同部門として初のチューニングカー、「IPL Gクーペ」が発表され、12月には北米市場において同モデルが発売される。なお、欧州など北米外への投入は検討中とされている。
IPLのモデルはエンジン、サスペンションなどにチューニングが施され、専用バンパーやスポイラーなどのエアロパーツを装備して全車インフィニティの標準モデルから差別化がなされたエクステリアデザインとなる。また、IPLのモデルにはトランクリッドに「IPL」のエンブレムが装着される。IPLのエンブレムの「I」は影文字で文字部分の左側が赤色となっており、影部分は紫色となっている。なお、エンブレムの赤はスポーティネスを、紫はインフィニティのタグライン「Inspired Performance」すなわち「素晴らしい性能」の約束を表している。

## 車種
- IPL Gクーペ（2010年12月発売）